# Kiss Bazsa
Kiss Bazsa (Debrecen, 1924. december 30. – Győr, 1994. augusztus 4.) magyar színésznő.

## Életpályája
Az Országos Színészegyesület színiiskolájában szerzett színészi diplomát 1942-ben. Pályáját a Pécsi Nemzeti Színházban kezdte. 1943-tól Debrecenben, majd Szatmárnémetiben játszott. 1947-től Veszprémben, Gyöngyösön és Salgótarjánban szerepelt. 1952-ben Győrbe, majd 1953-tól ismét Pécsre szerződött. 1956-tól a győri Kisfaludy Színház tagja volt. Nyugdíjas művészként is foglalkoztatták, Győrben és Veszprémben is szerepelt.

## Fontosabb színházi szerepei
- William Shakespeare: Rómeó és Júlia... Montague-né
- Molière: Scapin furfangjai... Nérine
- Bertolt Brecht: Kurázsi mama... Parasztasszony
- Edmond Rostand: A sasfiók... Eisler Fanny
- Maurice Maeterlinck: Szent Antal csodája... Hortense kisasszony
- Szirmai Albert – Bakonyi Károly: Mágnás Miska... Marcsa
- Kacsóh Pongrác: János vitéz... Főudvarhölgy; Asszony
- Tersánszky Józsi Jenő: Kakuk Marci... Csuriné
- Móricz Zsigmond: Nem élhetek muzsikaszó nélkül... Mina néni; Málcsi néni
- Molnár Ferenc: A testőr... Mama
- Szabó Magda: Régimódi történet... Aloysia
- Kálmán Imre: Csárdáskirálynő... Stázi; Cecília
- Huszka Jenő: Mária főhadnagy... Panni
- Jacques Deval: A francia szobalány... Phillis
- Schönthan testvérek – Kellér Dezső – Horváth Jenő – Szenes Iván: A szabin nők elrablása... Róza
- William Somerset Maugham: Imádok férjhez menni... Montmorency kisasszony
- Pancso Pancsev: Mese a négy sapkáról... Öregasszony, aki járja a világot és mesél

## Filmek, tv
- A mi földünk (1959)
- Sziget a szárazföldön (1969)
- Csillagok változása (1976)
- Mephisto (1981)
- A nagymama (1986)... Tímár Karolin